# Ibn al-Athīr
Izzad-din Ibn al-Athīr, född 12 maj 1160 i  Cizre, död 1233 i  Cizre, var en arabisk historieskrivare som var verksamt i de kurdiska kretsar i Cizre, nuvarande sydöstra Turkiet. I sina verk tangerar han på sitt kurdisk identitet medan enligt vissa moderna forskare skulle han härstamma från en arabisk klan. 
Ibn al-Athīr kom från Cizre. Hans främsta arbete Kitāb al-kāmir fi t-ta'rich är en bearbetning av Muhammad ibn Jarir at-Tabaris annaler, och en världshistoria från äldsta tid till år 1231. Carl Johan Tornberg lät 1851–1876 ge ut hans historieverk i 14 band.